# 艳红赫蕉
艳红赫蕉（学名：Heliconia humilis）为旅人蕉科赫蕉属下的一个种。种加名 humilis 意为“矮的”。